# Martinstein
Martinstein là một đô thị thuộc huyện Bad Kreuznach trong bang Rheinland-Pfalz, phía tây nước Đức. Đô thị Martinstein có diện tích 0,39 km² - là đô thị nhỏ nhất ở Đức, dân số thời điểm ngày 31 tháng 12 năm 2006 là 325 người. 